# Перевал (альбом)
«Перевал» — второй альбом российской фолк-группы «Мельница», вышедший в 2005 году. От дебютного отличается большим использованием ударных и мужского вокала. Записано на студиях «Миллениум» и «Спутник».
Песня «Ночная кобыла» в 2005 году возглавляла хит-парад «Чартова дюжина» и в итоговом хит-параде года заняла 1-е место.
В 2012 году альбом был переиздан в составе бокс-сета «Знак четырёх», при этом подвергшись ремастерингу. Эта версия также содержит расширенные буклеты с текстами песен и новыми иллюстрациями. В 2017 году эта версия альбома была выпущена и в виде отдельного слипкейса.

## Список композиций
| №  | Песня                 | Время  | Музыка                               | Текст          |
| -- | --------------------- | ------ | ------------------------------------ | -------------- |
| 1  | Ночная кобыла         | 4:04   | Хелависа                             | Хелависа       |
| 2  | Господин горных дорог | 5:18   | Хелависа                             | Хелависа       |
| 3  | Весна                 | 3:43   | Алексей «Чус» Сапков                 | Алексей Сапков |
| 4  | Фуга                  | 3:16   | Наталья Филатова                     | инструментал   |
| 5  | Чужой                 | 4:32   | Хелависа                             | Хелависа       |
| 6  | Ворон                 | 5:16   | Алексей Сапков                       | Алексей Сапков |
| 7  | Голем                 | 2:06   | Александр Степанов; Наталья Филатова | инструментал   |
| 8  | Мертвец               | 3:55   | Алексей Сапков                       | Алексей Сапков |
| 9  | Вереск                | 4:11   | Александр Степанов                   | Алексей Сапков |
| 10 | Прялка                | 6:14   | Хелависа                             | Хелависа       |
| 11 | Королевна             | 14:29* | Хелависа                             | Хелависа       |

|   | Скрытый трек                     |      |                    |              |
| - | -------------------------------- | ---- | ------------------ | ------------ |
| – | Вереск (инструментальная версия) | 4:14 | Александр Степанов | инструментал |
|   |                                  |      |                    |              |

*включает скрытый трек, звучащий после 5 минут тишины; длит. самого трека — 5:13

## В записи приняли участие
- Наталья «Хелависа» О’Шей — вокал
- Александр «Грендель» Степанов — гитара, вокал («Мертвец»)
- Алексей «Чус» Сапков — гитара, вокал («Мертвец», «Вереск», «Весна», «Ворон»)
- Наталья Филатова — флейта
- Инесса Клубочкина — скрипка, вокал («Весна»)
- Наталья Котлова — виолончель
- Александр Леер — перкуссия, ударные
- Евгений Чесалов — бас-гитара

приглашённые музыканты
- Владимир Филаткин — ударные («Господин Горных дорог», «Ночная Кобыла», «Чужой», «Прялка»)
- Юрий «Юра» Лахметкин — гитара («Господин Горных дорог», «Ночная Кобыла», «Чужой», «Прялка», «Королевна»)
- Александр Филатов — кларнет («Прялка»)

## Технический персонал
- Звукорежиссёр — Алексей Переверзев
- Сведение — Виктор Булатов, Алексей Переверзев, студия SBS
- Мастеринг — Андрей Субботин, студия Saturday Mastering
- Дизайн — Алексей Сапков
- Художники — Дарья Образцова, Григорий Образцов
- Администрирование — Алексей Тарасов
- Продюсер — Алексей Переверзев